# За тебе слободна
За тебе слободна је двадесет други студијски албум певачице Снежане Ђуришић и први који је објављен за Гранд продукцију. Објављен је 2004. године. Музички продуцент албума је Мирољуб Аранђеловић Кемиш.

## Песме на албуму
| Бр. | Песма                      | Музика                     | Текст                   | Аранжман                  |
| --- | -------------------------- | -------------------------- | ----------------------- | ------------------------- |
| 1.  | За тебе слободна           | Славко Стефановић Славкони | Чарли и Влада 013       | Мирољуб Аранђеловић Кемиш |
| 2.  | Срећу чине мале ствари     | Славко Стефановић Славкони | Зоран Петковић          | Мирољуб Аранђеловић Кемиш |
| 3.  | Вратићу се                 | Славко Стефановић Славкони | Саша Милошевић          | Мирољуб Аранђеловић Кемиш |
| 4.  | Закукала гора              | Раде Крстић                | Јовица Недељковић       | Мирољуб Аранђеловић Кемиш |
| 5.  | Отвори душу                | Славко Стефановић          | Јовица Недељковић       | Мирољуб Аранђеловић Кемиш |
| 6.  | Боли, боли                 | Драшко Савић               | Драшко Савић            | Мирољуб Аранђеловић Кемиш |
| 7.  | Често прођем твојом улицом | Драган Пејић               | Драган Пејић            | Драган Ћирковић Ћира      |
| 8.  | Не разумем                 | Шабан Шаулић               | Мирјана Буковчић-Тришић | Мирољуб Аранђеловић Кемиш |
| 9.  | Ех, да нисам жена          | Раде Крстић                | Мики Јовичић            | Мирољуб Аранђеловић Кемиш |
| 10. | Злато моје                 | Неџад Изети                | Неџад Изети             | Драган Ћирковић Ћира      |

## Информације о албуму
Аранжмани: Мирољуб Аранђеловић Кемиш (1,2,3,4,5,6,8,9), Драган Ћирковић Ћира (7,10)

Микс и постпродукција: Мирољуб Аранђеловић Кемиш

Клавијатуре и хармоника: Мирољуб Аранђеловић Кемиш

Кларинет: Боки Милошевић

Гитаре: Сава Бојић

Виолине: Мома Станојевић

Пратећи вокали: Беки Бекић

Фотографије: Дејан Милићевић

Дизајн: Драган ШухАРТ